# Alexander Hore-Ruthven
Pour les articles homonymes, voir Hore et Ruthven.
Alexander Gore Arkwright Hore-Ruthven (6 juillet 1872 – 2 mai 1955), 1er comte de Gowrie, est le 10e gouverneur général d'Australie et celui qui occupe le plus longtemps le poste (9 ans et 7 jours).

## Biographie
Il est né à Windsor dans le Berkshire. Il est le second fils de Walter Hore-Ruthven, 8e Lord Ruthven of Freeland. Il commence ses études au collège d'Eton mais doit en être retiré en raison de sa mauvaise acuité visuelle.
En 1898, Hore-Ruthven s'engage dans l'armée britannique. Pendant la campagne du Soudan, il est capitaine dans le 3e bataillon de l'"Highland Light Infantry". Pendant une bataille à Gedarif, Hore-Ruthven voit un officier égyptien blessé gisant à moins de 50 mètres des rebelles soudanais qui s'avancent vers eux en faisant feu. Il ramasse l'officier blessé et le ramène vers son bataillon. Il doit plusieurs fois s'arrêter pour poser le blessé, faire feu contre les rebelles qui se rapprochent afin de ralentir leur avance et il peut ainsi certainement sauver la vie du blessé. Cette action d'éclat lui vaut la croix de Victoria.
En 1905, Hore-Ruthven devient l'aide-de-camp de Lord Dudley, alors Lord lieutenant d'Irlande. En 1908 Dudley est nommé gouverneur général d'Australie et Hore-Ruthven le suit comme attaché militaire. La même année, il épouse Zara Pollok, avec qui il a deux fils. Il quitte l'Australie en 1910 et revient à la vie militaire en Inde. Pendant la Première Guerre mondiale il se bat en France et dans les Dardanelles où il est gravement blessé. Il termine la guerre alors qu'il est général de brigade et commande les forces britanniques en Allemagne en 1919 et 1920. Il occupe ensuite différents postes à la direction de l'armée britannique jusqu'en 1928 où il est nommé gouverneur d'Australie-Méridionale.
Il est à Londres quand le troisième match de cricket à Adélaïde entre les Anglais et les Australiens cause une tension politique entre les deux pays en 1933 et il joue un rôle important pour calmer la situation lors de ses rencontres avec le Secrétaire d'État britannique aux Affaires Coloniales, J.H. Thomas. Son mandat s'achève en 1934 et il est ensuite nommé gouverneur de Nouvelle-Galles du Sud avec le titre de Baron Gowrie.
Avec son passé et sa réputation de militaire, Gowrie apparait comme le candidat évident pour succéder à Sir Isaac Isaacs quand il quitte ses fonctions de gouverneur général d'Australie en 1936. Selon les traditions, le Premier Ministre australien, Joseph Lyons, se voit proposer plusieurs candidats mais Gowrie a bien le poste car Lyons ne veut pas nommer un autre australien gouverneur général.
Dans sa fonction, Gowrie se rend très populaire en n'intervenant pas dans les affaires australiennes. Le gouverneur général a perdu tout pouvoir, toute capacité de négociation entre les gouvernements australien et britannique mais Gowrie crée tout de même un précédent en 1938 quand il visite en tant que gouverneur les Indes orientales néerlandaises à l'invitation de l'administration coloniale hollandaise. C'est la première fois qu'un gouverneur général représente l'Australie à l'étranger.
En avril 1939 Lyons meurt subitement et Gowrie charge Sir Earle Page, le leader du Country Party, d'assurer les fonctions de Premier Ministre jusqu'à ce que l'"United Australia Party" (UAP) se choisisse un nouveau leader; c'est la seule fois où le gouverneur général prend une décision de son simple chef.
L'habileté politique de Gowrie est testée une nouvelle fois après les élections de 1940 où le Premier Ministre, Robert Menzies a une majorité dépendante du vote de deux parlementaires non-inscrits. Quand l'UAP lâche Menzies, les parlementaires indépendants votent le renversement du gouvernement. Gowrie les convoque et leur demande de lui garantir qu'ils soutiendraient le leader du parti travailliste, John Curtin s'il le nommait Premier Ministre et ce afin de mettre fin à l'instabilité des gouvernements.
Pendant la Seconde Guerre mondiale, Gowrie se fait un devoir de soutenir le gouvernement et l'empire britanniques ainsi que les armées alliées. En 1943, il entreprend une tournée de quatre semaines dans le Nord de l'Australie et en Nouvelle-Guinée pour inspecter les forces de défenses alliées.
Son mandat s'achève en septembre 1944 et il retourne en Grande-Bretagne ou il est nommé Comte de Gowrie et affecté à la surveillance du château de Windsor. Il meurt chez lui en mai 1955 dans le Gloucestershire.

## Distinctions
- Commandeur de l'ordre du Dannebrog